# Бой Ватерман
Бой Ватерман (нід. Boy Waterman, нар. 24 січня 1984, Лелістад, Нідерланди) — нідерландський футболіст, воротар нідерландського ПСВ.

## Клубна кар'єра
Народився 24 січня 1984 року в місті Лелістаді. Вихованець футбольної школи клубу «Геренвен». Дорослу футбольну кар'єру розпочав 2003 року в основній команді того ж клубу, в якій провів три сезони, взявши участь лише в 17 матчах чемпіонату.
Згодом з 2006 по 2012 рік грав у складі команд клубів АЗ, з якого віддавався в оренду в «АДО Ден Гаг», «Вікінг» та «Де Графсхап», після чого 2011 року став гравцем «Алеманії» (Аахен).
До складу клубу ПСВ приєднався 2012 року, але наступного 2013 року перейшов до турецького «Карабюкспора».
9 липня 2015 року Ватерман підписав дворічний контракт з кіпрським клубом АПОЕЛ. Дебют воротаря відбувся 14 липня в матчі кваліфікаційного раунду Ліги чемпіонів проти македонського «Вардара».

## Виступи за збірну
Протягом 2005–2007 років залучався до складу молодіжної збірної Нідерландів.

## Титули і досягнення
- Володар Кубка Нідерландів (2):

ПСВ: 2011-12, 2022-23
- Чемпіон Кіпру (4):

АПОЕЛ: 2015-16, 2016-17, 2017-18, 2018-19
- Володар Суперкубка Кіпру (1):

АПОЕЛ: 2019
- Володар Суперкубка Нідерландів (2):

ПСВ: 2022, 2023
Збірні
- Чемпіон Європи (U-21): 2007